# Museum Dansant
Het Museum Dansant was een draaiorgel-museum in Hilvarenbeek in Noord-Brabant. Het richtte zich met name op dansorgels. In de kelder onder het museum bevond zich sinds 2013 het kermismuseum Soet & Vermaeck.
Het museum was ingericht in een art-nouveau- / art-deco-stijl, waarmee een sfeer nagebootst werd van het begin van de 20e eeuw. Er was een spiegelzaal in de centrale hal met kroonluchters waar een deel van de draaiorgels werd getoond. Er was een dansvloer voor de bezoekers met ernaast een horecazithoek.
Een van de orgels was afkomstig van de Antwerpse orgelbouwer Mortier en had een omvang van 50 vierkante meter. Het oudste orgel stamde uit het jaar 1900. Ook stond er een mechanisch muziekorkest met robots. Omdat hier geen authentiek exemplaar van verkregen kon worden, werd het speciaal voor het museum gebouwd.
Het museum ging in op de geschiedenis van de orgels van de ontwikkeling van de speeldoos, het pierement, het kermisorgel naar het dansorgel. Verder werd ingegaan op de vervaardiging van de draaiorgelboeken. Het museum maakte deel uit van een bedrijf dat orgels bouwde en repareerde. Hier was te zien hoe de bouw van de instrumenten in zijn werk ging en hoe ze werden gedecoreerd. 
Aan het einde van 2024 sloot het museum haar deuren, de gehele collectie werd verkocht. 